# ScienceDirect
ScienceDirect – jedna z największych na świecie kolekcji internetowych opublikowanych recenzowanych artykułów oraz książek naukowych, wydawanych przez Elsevier. Uruchomiona w roku 1997, w kwietniu 2018 zawierała ponad 14 milionów artykułów z ponad 3 800 czasopism naukowych oraz ponad 35 000 książek. Dostęp do abstraktów dokumentów zgromadzonych w tej bazie jest nieodpłatny, podobnie jak do dokumentów opublikowanych w formule Open Access. Dostęp do pełnych treści jest ograniczony subskrypcją (licencją) lub wiąże się z jednorazową opłatą za dostęp do wybranego dokumentu lub książki. Dostęp do podstawowej kolekcji w ramach ScienceDirect, tzw. Freedom Collection, jest bezpłatny dla instytucji naukowych w ramach licencji krajowej udzielonej Ministerstwu Nauki i Szkolnictwa Wyższego
W ramach inicjatywy Research4Life Elsevier umożliwia dostęp do treści znajdujących się na tej platformie za darmo lub po znacznie obniżonych kosztach dla instytucji naukowych w ponad 100 rozwijających się krajach. Dostęp do zasobów platformy ScienceDirect jest również możliwy dla wybranych redaktorów Wikipedii.